# Monopsis kowynensis
Monopsis kowynensis är en klockväxtart som beskrevs av Franz Elfried Wimmer. Monopsis kowynensis ingår i släktet Monopsis och familjen klockväxter. Inga underarter finns listade i Catalogue of Life.